# Daddy (canção de Psy)
"Daddy" é o 21º single de K-pop lançado pelo músico sul-coreano Psy, com participação da cantora CL. A canção foi lançada em 30 de novembro de 2015, no seu canal do YouTube, junto com o videoclipe acompanhante, foi o single do sétimo álbum Chiljip PSY-Da. O clipe apresenta CL de 2NE1. Amostra ganchos derivados de "I Got It from My Mama", lançado por will.i.am. A música também apareceu no jogo Just Dance 2017.

## Desempenho nas paradas
| Paradas (2015)                                    | Posição de pico |
| ------------------------------------------------- | --------------- |
| Austrália (ARIA)                                  | 103             |
| Bélgica (Ultratip Bubbling Under de Flandres)     | 68              |
| Canadá (Canadian Hot 100)                         | 36              |
| República Checa (Singles Digitál Top 100)         | 66              |
| Finlândia (Suomen virallinen lista)               | 20              |
| Coreia do Sul (Gaon)                              | 1               |
| Estados Unidos (Billboard Hot 100)                | 97              |
| Estados Unidos (Billboard Dance/Electronic Songs) | 6               |